# Casa de adoração bahá'í

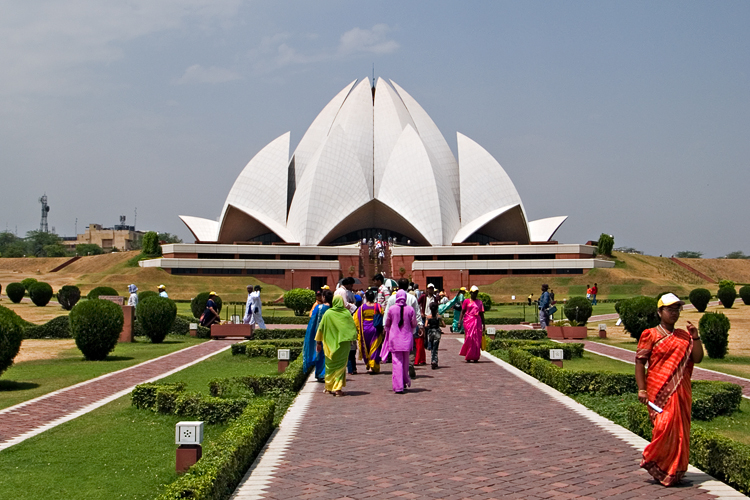
Casa de Adoração Bahá'í em Deli

Casas de Adoração Bahá'í em Árabe Mashriqu'l-Adhkár (Árabe: مشرق اﻻذكار), é a designação de um templo da Fé Bahá'í. Os ensinamentos da religião atribuem que estes templos devem ser construídos próximos a dependências dedicados ao desenvolvimento social, humanitário, educacional e científico, embora ainda nenhum desses templos tenham sido construídos nesta extensão.
| “ | A sabedoria que jaz no construir-se tais edifícios é que em dada hora o povo saberia que é tempo de reunir-se, e assim todos se congregariam, e com perfeita harmonia entre si devotar-se-iam à oração; como resultado de tal reunião a unidade e o afeto haverão de crescer e florescer no coração humano. | ” |

## Concepção
As Casas de Adoração Bahá'í simbolizam, de acordo com os ensinamentos da Fé Bahá'í, a unidade de Deus, unidade de todos os Seus Manifestantes, a unidade da humanidade. Visa resgatar o aspecto transcendental dos seres humanos, através da celebração e reverência ao Criador.
Os escritos da Fé Bahá'í, associam os templos Bahá'ís com a construção de um complexo de edificações ao redor, que visam o benefício e progresso humano, tais como hospitais, escolas, orfanatos, universidades, e outros. Os Bahá'ís afirmam, que futuramente, as Casas de Adoração serão localizadas no centro de todas as cidades.
As cidades são estruturadas de modo a facilitar o transporte de mercadorias, traduzindo uma melhor configuração de fluxo econômico, permitindo o desenvolvimento socio-econômico urbano. As consideradas "doenças modernas", são associadas ao stress provocadas, em muitas, pela agitação de grandes centros urbanos. Esses aspectos do desenvolvimento das cidades, na concepção apresentada, sufoca as relações humanas e necessidades individuais, tais como o contato com a natureza ou a vida social. A unidade mundial, como é o princípio da Fé Bahá'í, será dificilmente realizada se os aspectos da socialização visarem primariamente a aquisição de mercadorias, como de certo modo tem se tornado aparente nos centros urbanos. Os templos Bahá'ís e os complexos que futuramente serão estabelecidos ao redor, representarão um progresso orgânico e essencial do indivíduo e da sociedade. O valor evocativo é a de que todas as estruturas das cidades serão edificadas visando a unidade da humanidade.

## Características Arquitetônicas
Os Escritos da Fé Bahá'i relativos à estrutura dos templos Bahá'ís, definem que estes devem possuir duas características básicas: possuir nove entradas e um domo central no topo.
Atualmente, todas os templos Bahá'ís, até então construídos, possuem apenas uma sala sem divisão sob o domo, e os assentos do auditório são voltados para o Santuário de Bahá'u'lláh em Akka, Israel. É comum que ao redor destes templos se cultivem plantas e árvores.
Outras características da arquitetura, tais como o design e materiais, são de acordo com a cultura local.

## Templos

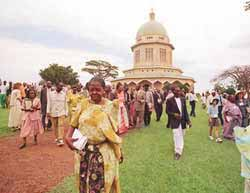
Casa de Adoração Bahá'í em Kampala, Uganda.

Existem oito  Casas de Adoração no mundo. Há diversos lugares reservados à construção destes templos, que serão utilizados conforme cresce o número de comunidades bahá'ís.
As Casas de Adoração são abertas ao público, e são exclusivamente dedicados à oração e meditação, sendo proibido qualquer tipo de culto ou sermão, é permitido somente a leitura de escrituras consideradas sagradas. Pessoas de todas as religiões podem recitar orações de seus livros sagrados, sejam estes de Krishna, Moisés, Zoroastro, Buda, Cristo, Maomé, Báb ou Bahá'u'lláh.
As reuniões Bahá'ís não ocorrem nestes templos, são em lugares específicos como sedes, locais alugados ou na casa dos membros.

## Visualização no Google Earth
Os locais dos 9 templos Bahá'ís podem ser visualizados (sendo que somente 7 estão prontos) através do Google Earth, pelas coordenadas:
- Alemanha - 50° 6' 47.24" N 8° 23' 48.07" E
- Austrália - 33° 41' 7.54" S 151° 15' 31.42" E
- Chile - 33° 0' 21.58" S 70° 39' 9.12" W 3D
- Estados Unidos - 42° 4' 27.90" N 87° 41' 3.64" W
- Índia - 28° 33' 12.14" N 77° 15' 31.01" E
- Israel - 32° 48' 48.68" N 34° 59' 11.43" E (Baixa Definição) - não foi construído ainda
- Panamá - 9° 3' 34.90" N 79° 31' 13.75" W (Coberto por uma Nuvem)

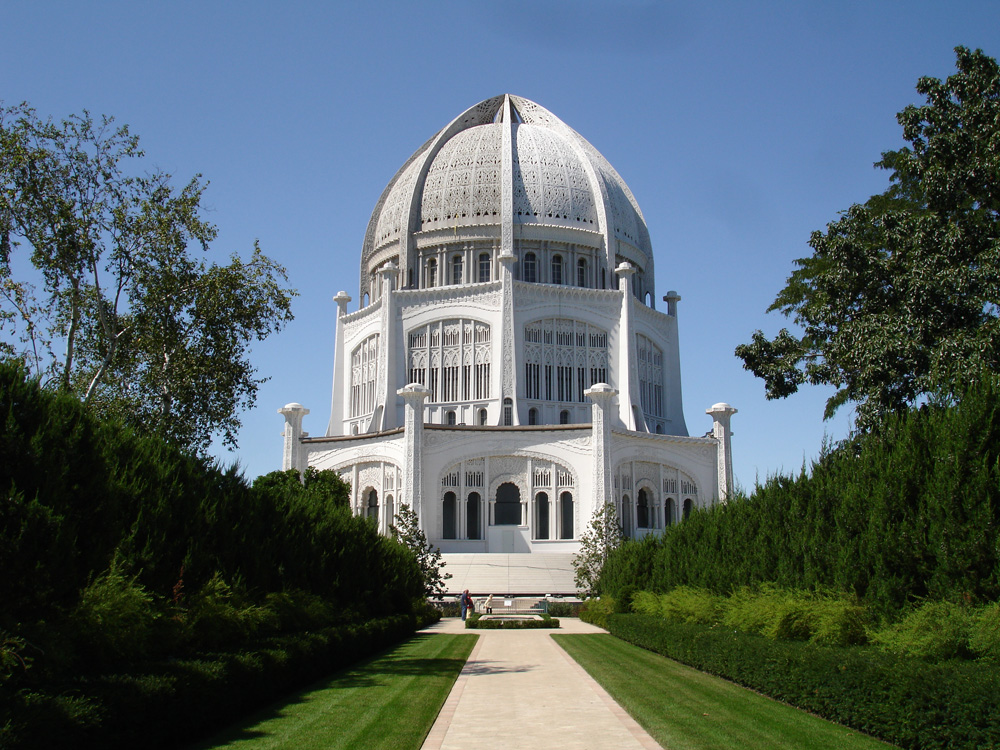
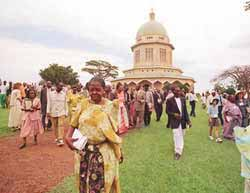
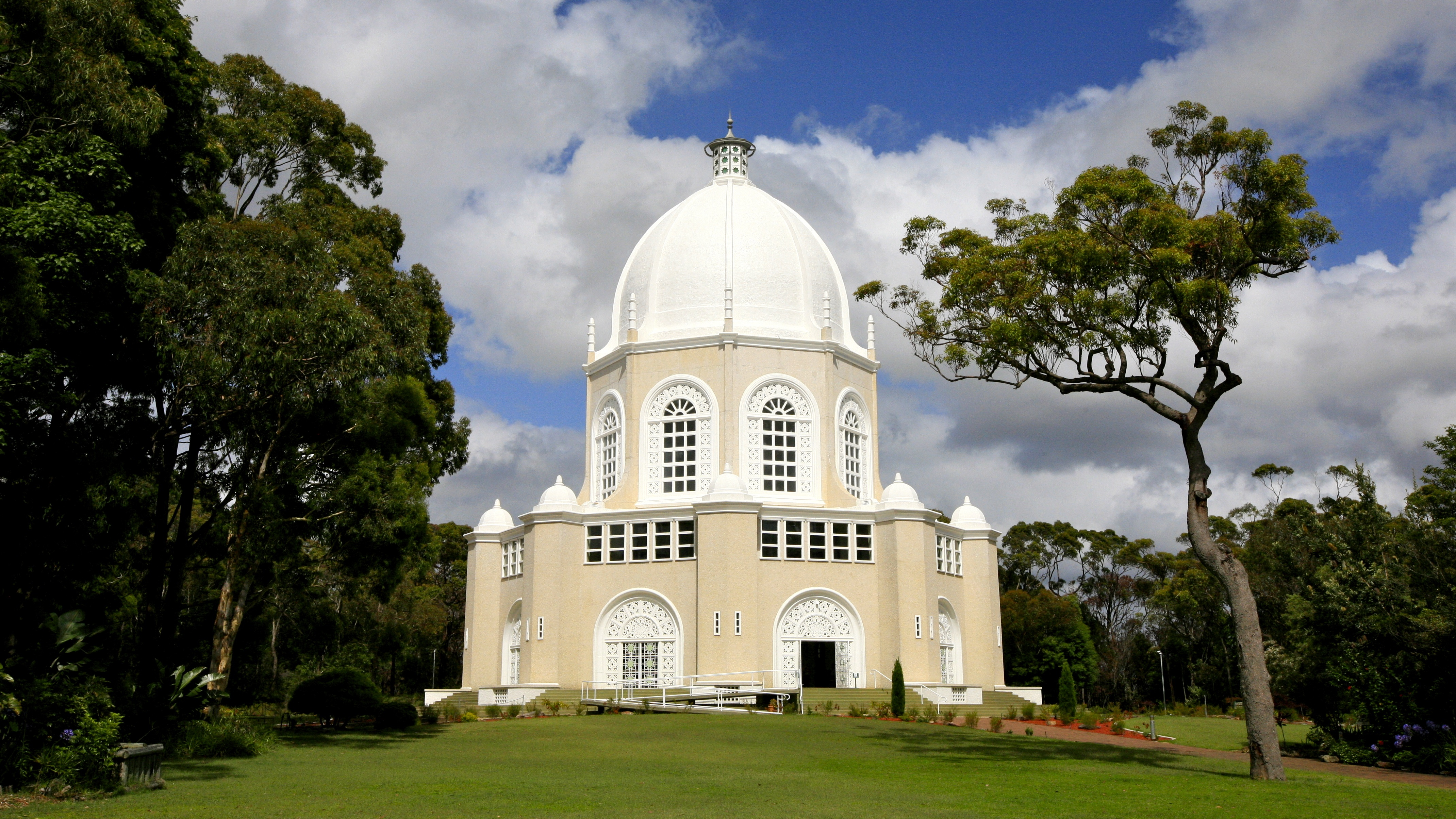
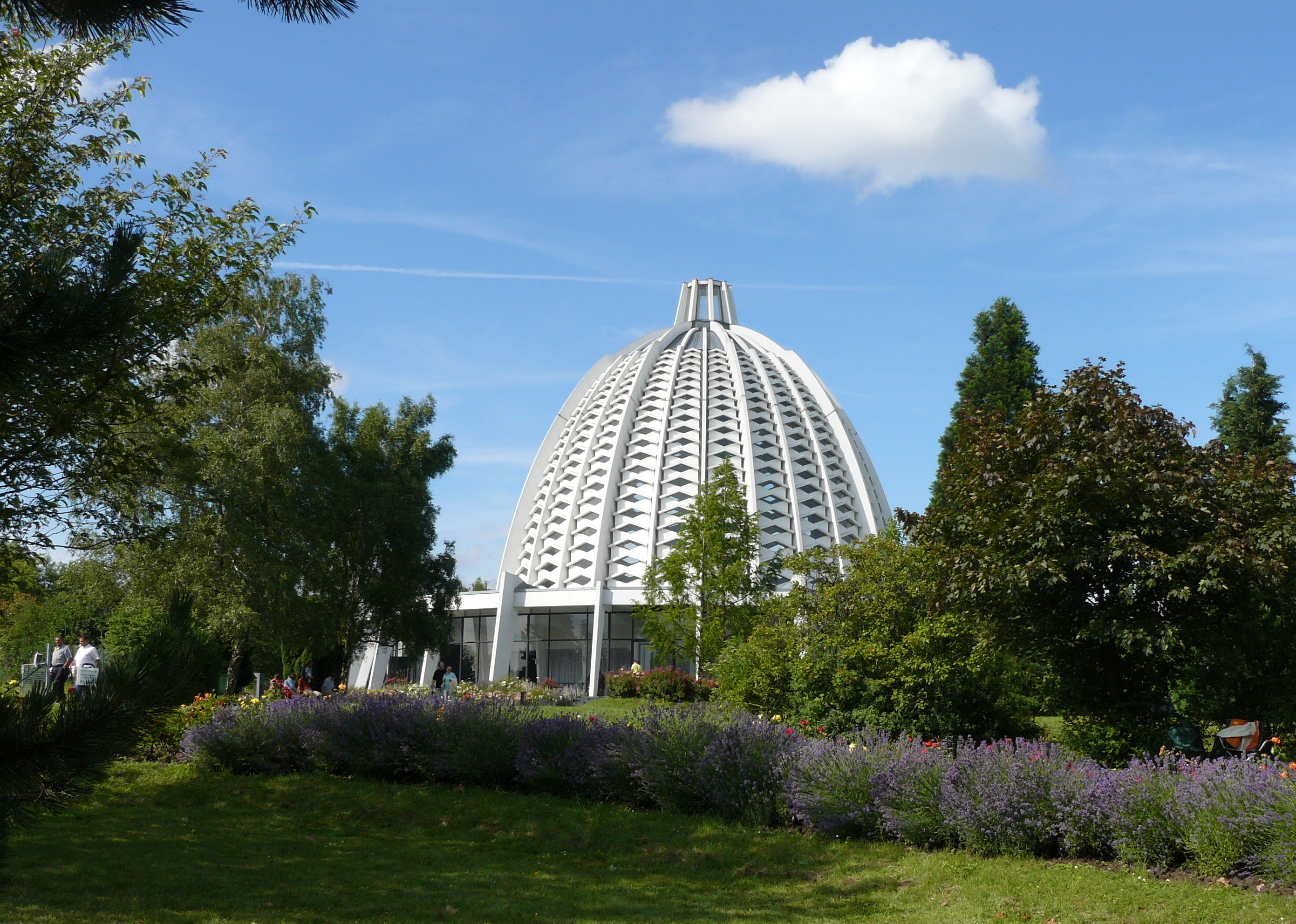
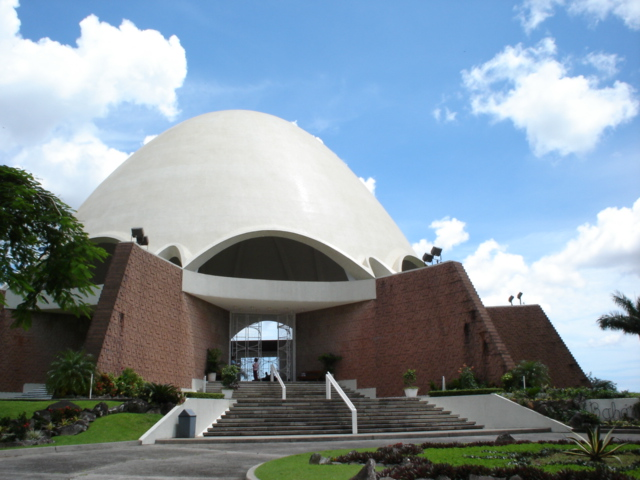
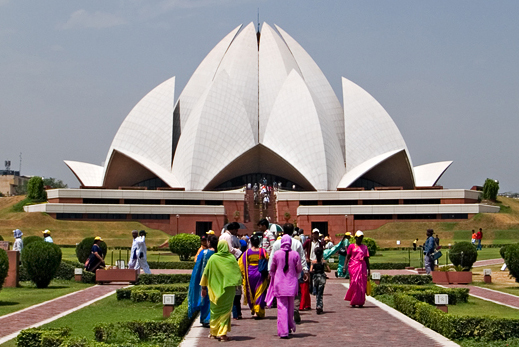
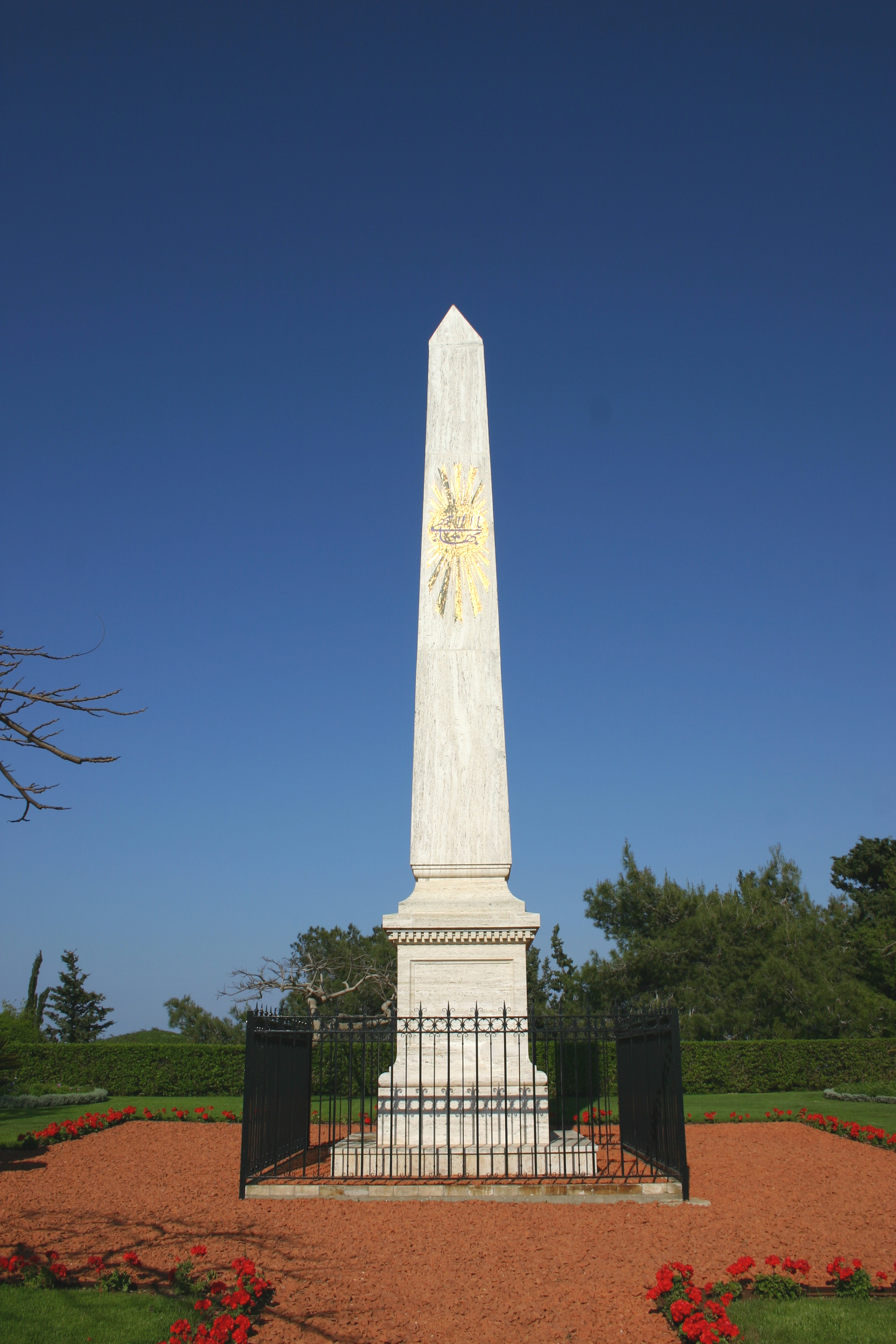

- Samoa - 13° 54' 9.37" S 171° 46' 34.45" W
- Uganda - 0° 21' 52.00" N 32° 35' 19.04" E